# تارن ۱۳۰۳۲
سیارک ۱۳۰۳۲ (به انگلیسی: 13032 Tarn، نامگذاری:1989TU3) سیزده هزار و سی و دومین سیارک کشف شده‌است که در ۷ اکتبر ۱۹۸۹ کشف شد.
قدر مطلق سیارک برابر ۲۲.۴ است.